# Filmographie sur la Révolution française

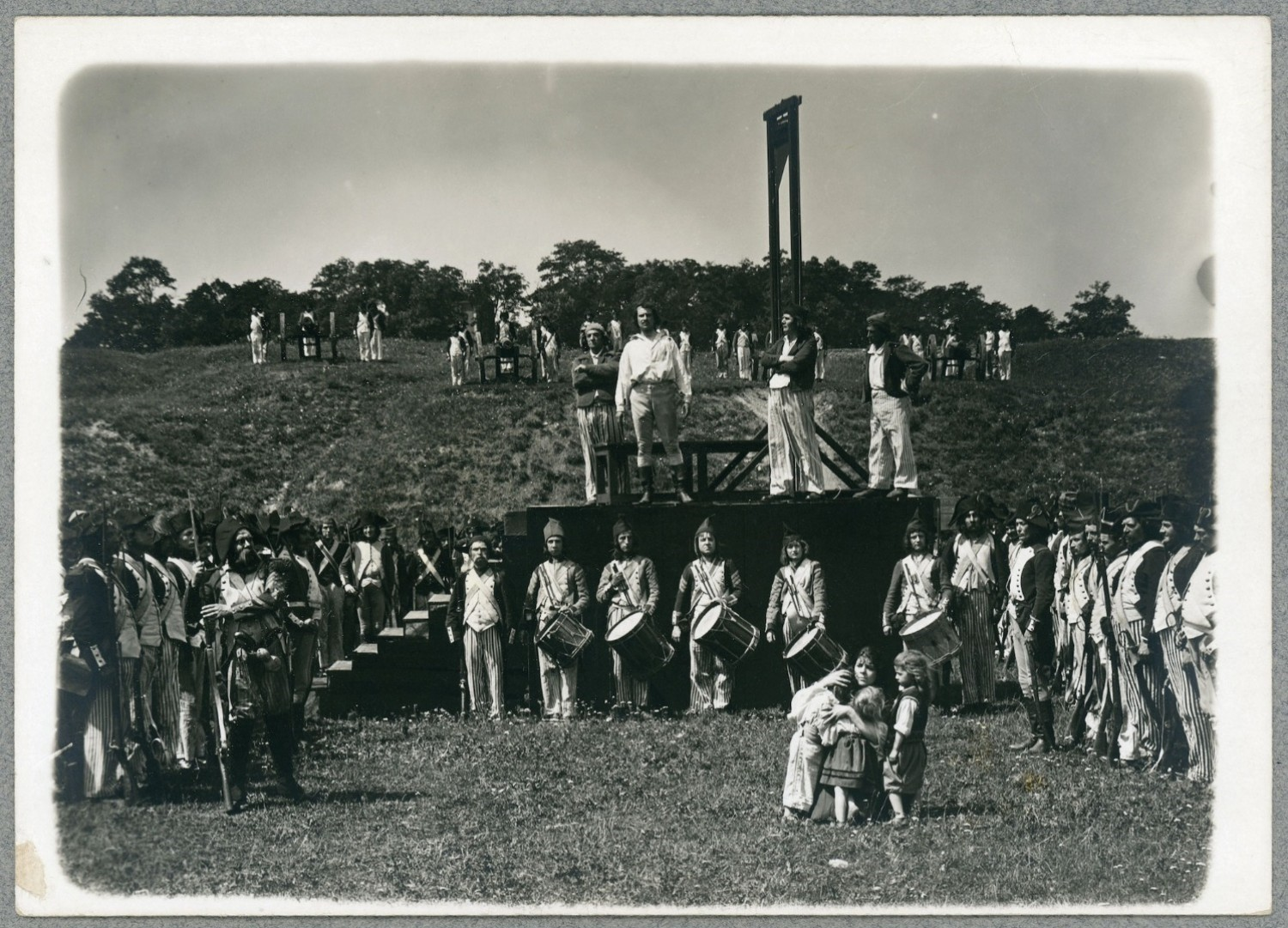
Photogramme de Quatre-vingt-treize, film muet réalisé par Albert Capellani d'après le roman éponyme de Victor Hugo.

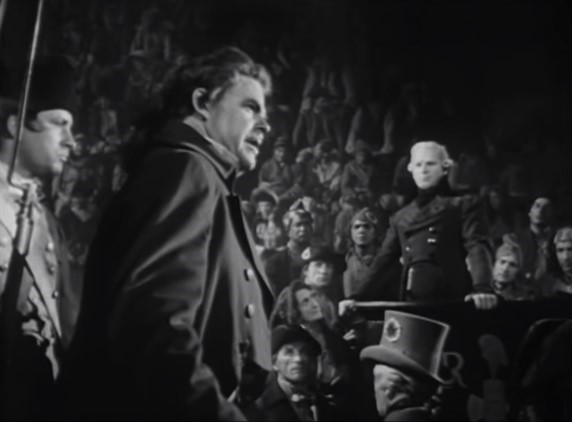
Wade Crosby incarne Danton face à Richard Basehart (Robespierre), dans le film Le Livre noir d'Anthony Mann.

La Filmographie sur la Révolution française concerne la période de l'histoire de France et des différents événements compris entre 1789 et 1799, et leurs traitements principalement dans les films historiques, téléfilms, séries télévisées et documentaires mais aussi dans des adaptations de romans, dans des comédies depuis les premiers temps du cinéma muet jusqu'au temps présent. Chaque œuvre filmographique porte une vision différente de cet évènement.

## Histoire
La Révolution française inspira les cinéastes dès les premiers temps du cinéma. À la fin des années 1890, pour rompre avec la série des reportages autour du monde qu'ils avaient produite jusqu'alors, les frères Lumière mirent en scènes des « vues historiques » autour des figures de l'histoire de France, dont la Mort de Marat et la Mort de Robespierre toutes deux en 1897.
Au début des années 1900 la firme Pathé se lança dans de plus ambitieuses productions en faisant filmer une première biographie sur Marie Antoinette en neuf tableaux, et une Épopée Napoléonienne en quinze tableaux.
Jusqu'en 1945, la représentation de la Révolution au cinéma s'inscrit dans la référence historique fondatrice de la vie politique française.

## Critique
D'après le cinéaste Gérard Mordillat, les films consacrés à la révolution française tendent à adopter une vision plus favorable à la monarchie qu'aux révolutionnaires :  « Il est évidemment plus flatteur de montrer le roi, sa femme, leur luxe, leurs costumes, leurs perruques, leurs banquets, leurs amours, que de s’intéresser à la population parisienne en haillons, crevant de faim, ou aux paysans les pieds dans la boue. Cette neutralité de façade — les deux camps sont représentés à l’écran — est un leurre pseudo-démocratique. Avec un résultat parfois paradoxal : le roi, la reine, sa famille, les nobles qui les entourent finissent par apparaître comme les victimes d’un peuple sanguinaire, sans cœur et sans âme. La fin étant connue (la guillotine pour le roi et la reine), il se crée une empathie naturelle envers les condamnés, et le public est implicitement convié à compatir au sort des malheureux Capet. (...) Le roi et les siens bénéficient à l’image du privilège de l’émotion. Un très grand avantage. Mais ce n’est pas tout. À l’écran, la parole est au roi, à la reine, aux ministres, aux courtisans ; au peuple les cris, les mots d’ordre, les vociférations, les chants de victoire. » 

## Filmographie

### Cinéma

#### Allemagne
- 1919 : Charlotte Corday de Friedrich Zelnik
- 1919 : Passion (Madame Dubarry) d'Ernst Lubitsch
- 1931 : Danton de Hans Behrendt
- 1989 : Le Rendez-vous de Travers (Treffen in Travers) de Michael Gwisdek

#### Danemark
- 1920 : Pages arrachées au livre de Satan (Blade af Satans bog) de Carl Theodor Dreyer

#### Égypte
- 1985 : Adieu Bonaparte (وداعا بونابرت, Wadaan Bonabart) de Youssef Chahine

#### Espagne
- 1963 : Scaramouche (La máscara de Scaramouche) d'Antonio Isasi-Isasmendi

#### États-Unis
- 1917 : Un drame d'amour sous la Révolution (A Tale of Two Cities) de Frank Lloyd
- 1922 : Les Deux Orphelines (Orphans of the Storm) de D. W. Griffith
- 1923 : Scaramouche de Rex Ingram
- 1935 : Le Marquis de Saint-Évremont (A Tale of two Cities) de Jack Conway
- 1938 : Marie-Antoinette de W. S. Van Dyke
- 1949 : Le Livre noir (Reign of Terror) d'Anthony Mann
- 1952 : Scaramouche de George Sidney
- 1970 : Commencez la révolution sans nous (Start the Revolution Without Me) de Bud Yorkin
- 1981 : La Folle Histoire du monde (History of the World: Part I) de Mel Brooks
- 1995 : Jefferson à Paris (Jefferson in Paris) de James Ivory
- 2006 : Marie-Antoinette de Sofia Coppola

#### France
- 1908 : Charlotte Corday de Georges Denola
- 1910 : André Chénier de Louis Feuillade et Étienne Arnaud
- 1910 : Au temps de la chouannerie de Louis Feuillade
- 1911 : Camille Desmoulins d'André Calmettes et Henri Pouctal
- 1920 : Quatre-vingt-treize d'André Antoine, Albert Capellani et Léonard Antoine
- 1923 : L'Affaire du courrier de Lyon de Léon Poirier
- 1927 : Napoléon d'Abel Gance
- 1937 : L'Affaire du courrier de Lyon de Maurice Lehmann et Claude Autant-Lara
- 1938 : La Marseillaise de Jean Renoir
- 1941 : Madame Sans-Gêne de Roger Richebé
- 1942 : Le Destin fabuleux de Désirée Clary de Sacha Guitry
- 1945 : Paméla de Pierre de Hérain
- 1947 : Les Chouans de Henri Calef
- 1948 : Le Diable boiteux de Sacha Guitry
- 1951 : Caroline chérie de Richard Pottier
- 1952 : Les Belles de nuit de René Clair
- 1954 : Si Versailles m'était conté… de Sacha Guitry
- 1954 : Cadet Rousselle d'André Hunebelle
- 1954 : Les Révoltés de Lomanach de Richard Pottier
- 1955 : Si Paris nous était conté de Sacha Guitry
- 1955 : Antoinette reine de France de Jean Delannoy
- 1960 : Le Dialogue des carmélites de Philippe Agostini et Raymond Leopold Bruckberger
- 1961 : Madame Sans-Gêne de Christian-Jaque
- 1964 : La Tulipe noire de Christian-Jaque
- 1968 : Caroline chérie de Denys de La Patellière
- 1971 : Les Mariés de l'an II de Jean-Paul Rappeneau
- 1974 : 1789 d'Ariane Mnouchkine
- 1979 : Lady Oscar de Jacques Demy
- 1985 : Liberté, Égalité, Choucroute de Jean Yanne
- 1985 : Chouans ! de Philippe de Broca
- 1989 : La Révolution française de Robert Enrico et Richard T. Heffron
- 1989 : L'Autrichienne de Pierre Granier-Deferre
- 1989 : Tolérance de Pierre-Henry Salfati
- 1989 : Vent de galerne de Bernard Favre
- 1996 : Ridicule de Patrice Leconte
- 2001 : L'Anglaise et le Duc d'Éric Rohmer
- 2012 : Les Adieux à la reine de Benoît Jacquot
- 2015 : Chant d'hiver d'Otar Iosseliani
- 2016 : Les Visiteurs : La Révolution de Jean-Marie Poiré
- 2018 : Un peuple et son roi de Pierre Schoeller
- 2018 : Un violent désir de bonheur de Clément Schneider
- 2023 : Vaincre ou mourir de Paul Mignot et Vincent Mottez
- 2024 : Le Déluge de Gianluca Jodice

#### Italie
- 1916 : Madame Tallien d'Enrico Guazzoni et Mario Caserini
- 1916 : La presa della Bastiglia d'Eleuterio Rodolfi
- 1938 : Il conte di Bréchard de Mario Bonnard
- 1942 : Les Deux Orphelines (Le due orfanelle) de Carmine Gallone
- 1945 : Le Forgeron de la Cour-Dieu (Il fabbro del convento) de Max Calandri (it)
- 1953 : Le Prince au masque rouge (Il cavaliere di Maison Rouge) de Vittorio Cottafavi
- 1954 : Les Deux Orphelines (Le due orfanelle) de Giacomo Gentilomo
- 1955 : Io sono la primula rossa de Giorgio Simonelli
- 1957 : Le Souffle de la liberté (Andrea Chénier) de Clemente Fracassi
- 1962 : L'Île aux filles perdues (Le prigioniere dell'isola del diavolo) de Domenico Paolella
- 1965 : Les Deux Orphelines (Le due orfanelle) de Riccardo Freda
- 1966 : Le Chevalier à la rose rouge (Rose rosse per Angelica) de Steno
- 1966 : Les Deux Sans-culottes (I due sanculotti) de Giorgio Simonelli
- 1976 : Les Deux Orphelines (Le due orfanelle) de Leopoldo Savona
- 1982 : La Nuit de Varennes (Il mondo nuovo) d'Ettore Scola
- 1986 : Superfantozzi de Neri Parenti
- 1990 : Les Amusements de la vie privée (I divertimenti della vita privata) de Cristina Comencini
- 2024 : Le Déluge de Gianluca Jodice

#### Pologne
- 1983 : Danton d'Andrzej Wajda

#### Portugal
- 2018 : Le Cahier noir (O caderno negro) de Valeria Sarmiento

#### Royaume-Uni
- 1922 : The Great Terror de George Ridgwell
- 1934 : Le Mouron rouge (The Scarlet Pimpernel) de Harold Young
- 1946 : La Dame en bleu (The Laughing Lady) de Paul Ludwig Stein
- 1950 : Le Chevalier de Londres (The Elusive Pimpernel) de Michael Powell et Emeric Pressburger
- 1957 : Le Prisonnier du Temple (Dangerous Exile) de Brian Desmond Hurst
- 1967 : Marat-Sade de Peter Brook

#### Suède
- 1992 : La Marquise de Sade d'Ingmar Bergman

### Télévision

#### Documentaires
- 1974 : 1789 réalisé par Ariane Mnouchkine
- 2001 : Quelle aventure ! saison 1 épisode 4 La Révolution française de Franck Chaudemanche, François Chayé et Pascal Léonard
- 2016 : La Rébellion cachée réalisé par Daniel Rabourdin
- 2017 : La Guerre des trônes : La Véritable Histoire de l'Europe saison 7 de Christopher Holt
- 2020 : Révolution réalisé par Huges Nancy et Jacques Malaterre.
- 2025 : Aux armes, citoyennes ! réalisé par Mathieu Schwartz.

#### Série
- 1963 : Doctor Who épisode The Reign of Terror de Dennis Spooner
- 1971 : Le Voyageur des siècles de Jean Dréville et Noël-Noël
- 1981 : Blanc, bleu, rouge de Claude Brulé
- 1989 : Les Enfants de la liberté
- 2010 : 1788 et demi de Martine Moriconi et Sylvain Saada
- 2020 : La Révolution d'Aurélien Molas

#### Téléfilm
- 1959 : Les Loups de Marcel Bluwal
- 1962 : I Giacobini en six parties d'Edmo Fenoglio (it)
- 1964 : La Terreur et la Vertu : Danton - Robespierre de Stellio Lorenzi
- 1975 : Saint-Just et la Force des choses de Pierre Cardinal
- 1978 : Quand flambait le bocage de Claude-Jean Bonnardot
- 1978 : 1788 de Maurice Failevic
- 1989 : Manon Roland d'Édouard Molinaro
- 1989 : Les Jupons de la Révolution : Marat de Maroun Bagdadi
- 2006 : Marie-Antoinette de Francis Leclerc et Yves Simoneau
- 2008 : Charlotte Corday d'Henri Helman
- 2013 : Une femme dans la Révolution de Jean-Daniel Verhaeghe